# Château de Scribla
Le château de Scribla (en italien : Castello di Scribla) est un château médiéval normand en ruine situé dans la commune de Spezzano Albanese (province de Cosenza), en Calabre.

## Historique
Il a été construit à partir de 1044 par Guaimar IV de Salerne et le chef normand Guillaume de Hauteville lors de leur expédition en Calabre afin de construire une forteresse pour la défense de la vallée de l'Esaro. Il devint alors la résidence de Robert Guiscard qui, en 1064, déporta à Scribla une colonie de prisonniers sarrasins capturés en Sicile.
Après la mort de Robert Guiscard, Roger Borsa en fit don, avec les terres et les habitants environnants, au monastère de Trinità di Cava. Il est rapporté dans les sources que, vers 1276, à proximité du château, se trouvait un village de 210 habitants qui, d'après des sources ultérieures, en 1531, fut abandonné, tout comme le château, aujourd'hui réduit en ruines.
Après les fouilles archéologiques entreprises par l'École française de Rome, il semble que le château ait pu être construit sur une ancienne fortification remontant à l'époque d'Otton Ier de Saxe (962-973).